# Lepthyphantes obtusicornis
Lepthyphantes obtusicornis är en spindelart som beskrevs av Robert Bosmans 1979. Lepthyphantes obtusicornis ingår i släktet Lepthyphantes och familjen täckvävarspindlar.
Artens utbredningsområde är Kenya. Inga underarter finns listade i Catalogue of Life.